# Zamora vulcana
Zamora vulcana is een hooiwagen uit de familie Agoristenidae.